# Ван Чжень (художник)
Ван Чжень (王震, 4 грудня 1867, Усінь —13 листопада 1938, Шанхай) — китайський художник, каліграф, підприємець-компрадор.

## Життєпис
Народився 1867 року у м. Усінь (провінція Чжецзян). У 1881 році переїздить до Шанхаю, де стає учнем художника Жень Боняня. Незабаром поступає на роботу до банківського дому Лі Юна. У 1885 році перебирається до Осаки (Японія), де працює в місцевій пароплавній компанії. Тут вивчає японську. У 1902 році призначається генеральним агентом компанії у Шанхаї. У 1907 році очолює Шанхайський філіал судоплавної компанії «Ніссін». У 1910 році починає співпрацювати з Шанхайським фінансовим альянсом.
Під час Синхайської революції 1911 року стояв осторонь від революційних подій. У 1913 році підтримав президента Юань Шикая. У 1922 році організував лекції Альберта Ейнштейна у Шанхаї. Того ж року його обирають президентом Союзу буддистів Китаю. У 1923 під великого землетрусу в Канто надава допомогу постраждалим, зокрема передав 50 тисяч тон борошна. У 1925 році він був призначений спеціальним членом Комітету Торгово-промислової палати в Шанхаї.
У 1931 році йде у відставку з посади голови філії компанії «Ніссін». Більшу частину часу він приділяв мистецтву та об'єднанню місцевих художників в єдину асоціацію. З початком у 1937 році війни з Японії відмовився співпрацювати з окупантами й переїхав до Гонконгу. У 1938 році тяжко хворий повернувся до Шанхаю, де й помер 13 листопада того ж року.

## Творчість
Багато в чому наслідував художникам Жен Боняню й У Чаншо. Працював у жанрі пейзажу «квіти і птахи», займався зображення буддистських образів. Першу персональну виставку організував у 1909 році у парку Юйюань, на відбудування якого витратив багато сил й часу. Його картини особливо шануються в Японії. Відомим є твори: Слива й скеля, «Чжун Куй», «Квіти», «Будда під сосною», «Лелека», «Шість предметів весни».